# Ramón Fonst
Ramón Fonst Segundo (Havana, 31 juli 1883 – aldaar, 9 september 1959) was een Cubaans schermer. Fonst won op de Olympische Zomerspelen van 1900 een gouden medaille in het onderdeel degen. Hierdoor werd hij de eerste Latijns-Amerikaanse olympische medaillist. Vier jaar later won hij drie gouden medailles, waarvan een voor het gemengd team.
Na zijn carrière als schermer werd Fonst voorzitter van het Cubaans Olympisch Comité.

## Palmares
- Olympische Zomerspelen
  - 1900
    -  - Degen
    -  - Degen voor amateurs en schermleraren

  - 1904
    -  - Degen individueel
    -  - Floret individueel
    -  - Floret team